# Айна Ельвіус
Айна Маргарета Ельвіус (швед. Aina Margareta Elvius, уроджена Ерікссон, Eriksson; нар. 26 червня 1917, Стокгольм — пом. 23 травня 2019) — шведська жінка-астроном, що займалася поляризацією світла в галактиках, а також активних галактичних ядер. Членкиня Шведської королівської академії наук (1975). Одна з найвідоміших астрономів Швеції.

## Життєпис
У 1956 році в Стокгольмському університетському коледжі (нині Стокгольмський університет) Айна Ельвіус захистила докторську дисертацію за тематикою спіральних галактик.
Працювала в Стокгольмі і Упсалі, багато разів відвідувала США. У 1969 році почала працювати в Стокгольмській обсерваторії в Сальтсьобадені.
З 1975 року Айна Елвіус була членом Королівської шведської академії наук.
У 1979—1981 роках Айна Ельвіус працювала професором кафедри астрономії Стокгольмського університету.

## Наукова діяльність
Бувши професором Стокгольмського університету на рубежі 1980-х років, стала першою жінкою-професоркою астрономії в Швеції. Вона досліджувала питання поляризації, спостерігала за галактиками, а також досліджувала активні галактики.
Підписала «Попередження вчених людству» (1992).

## Родина
Чоловік — Торд Ельвіус (одружились у 1940 році, пом. 1992), також шведський астроном і член Шведської королівської академії наук.
Айна Ельвіус — автор багатьох наукових робіт.